# Oskar Peter Spandl

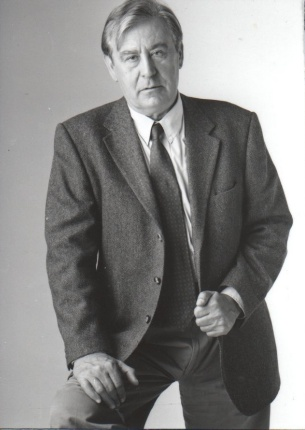
Oskar Peter Spandl

Oskar Peter Spandl (* 22. November 1934 in Regensburg; † 25. Juli 2023) war Erziehungs- und Unterrichtswissenschaftler.

## Biographie
Nach dem Abitur am Alten Gymnasium am Ägidienplatz in Regensburg, der Vorläuferschule des 1962 entstandenen Albertus-Magnus-Gymnasiums, studierte Oskar Peter Spandl Erziehungswissenschaften, Psychologie, Humanbiologie und Publizistik. Er legte Staatsprüfungen für Lehrämter an Grund-, Haupt- und Berufsschulen ab. 1962 promovierte er mit einer statistischen Arbeit zum Dr. phil.
Erziehungs- und unterrichtspraktische Erfahrungen sammelte er als Lehrer an Münchner Hauptschulen und an der Münchner Berufsschule für Werkzeugmacher und Technische Zeichner. Von 1963 bis 1972 nahm er verschiedene Lehraufträge wahr, u. a. beim Goethe-Institut, beim Institut für Berufsbildung, bei der Heeresoffiziersschule und Pädagogischen Hochschule München.
Nach einem zweijährigen Stipendium der Deutschen Forschungsgemeinschaft arbeitete er zunächst als wissenschaftlicher Assistent an der Technischen Universität München und an der Ludwig-Maximilians-Universität München, dann von 1983 bis 1998 als Akademischer Direktor in der Fakultät für Psychologie und Pädagogik.
Auf Weisung des Bayerischen Staatsministeriums für Wissenschaft und Kunst nahm er in Schulpädagogik Prüfungen für die Lehrämter an Grund-, Haupt-, Real-, Sonder- und Berufsschulen und für die Erziehungsberatung ab. Als ständiges Mitglied der Bibliotheks- und Testothekskommission seiner Fakultät engagierte er sich für ihren Aufbau. Studienreisen in die USA und nach Kanada begeisterten ihn für die „Comparative Education“, die Vergleichende Erziehungswissenschaft.
Sein Forschungsschwerpunkt ist die Anwendung der neuesten lernpsychologischen Erkenntnisse in der Unterrichtspraxis der allgemein- und berufsbildenden Schulen.
Den Schwerpunkt in den Vorlesungen und Seminaren von Spandl an der Ludwig-Maximilians-Universität in München bildeten die Themenkomplexe „Effektives Lehrerverhalten in Stör- und Konfliktsituationen“, „Schülerzentrierte Mikroplanung des Unterrichts“ und „Die Organisation der wissenschaftlichen Arbeit“. Für alle Anfangssemester forderte er eine Vorlesung über die „Methodik und Praxis der geistigen Arbeit“.
Seit seinem vierten Studiensemester schrieb Spandl für Fachzeitschriften Artikel und gab „Studienhilfen für Universitäten und Hochschulen“ heraus.

## Werke

### Pädagogische Psychologie
- Lernen im Schulalter. Psychologische Grundlagen und schulpädagogische Konsequenzen. Goldmann Verlag, München 1972, ISBN 3-442-09512-3.
- Instinkte. Angeborene Verhaltensweisen bei Mensch und Tier. Goldmann Verlag 1972, ISBN 3-442-02903-1.
- Die Angst des Schulkindes und ihre Überwindung. Herder Verlag, Freiburg 1979, ISBN 3-451-09072-4.
- Konzentrationstraining mit Schulkindern. Diagnose und Therapie von Aufmerksamkeitsstörungen. Herder Verlag, Freiburg 1980, ISBN 3-451-09080-5.

### Pädagogische Soziologie
- Die Einstellung des werktätigen Jugendlichen zu seiner Familie. Meisenheim am Glan 1966.
- Schulpädagogik und pluralistische Gesellschaft. Goldmann Verlag, München 1973, ISBN 3-442-70014-0.

### Unterrichtstheorie
- Die unterrichtspraktische Prüfung. Eine methodische Anleitung. 4. Aufl., Verlag J. Schuster, Geretsried 1971.
- Das Erlernen von Fertigkeiten. Die psychologische Dimension. In: R. A. Roth, H. M. Selzer (Hrsg.): Lexikon zur Arbeits- und Soziallehre. Ludwig Auer Verlag, Donauwörth 1976, ISBN 3-403-00593-3.
- Didaktik der Biologie. Don Bosco Verlag, München 1974, ISBN 3-7698-0209-8.
- Didactica de la Biologia 2. Auflage. Editrice la Scola, Brescia / Italien 1980.
- Didactica del la Biologia. Editorial Kapelusz, Buenos Aires / Argentinien 1981.

### Methodik der wissenschaftlichen Arbeit
- Die mündliche Prüfung. Eine psychologische und methodische Anleitung. 4. Auflage. Verlag J. Schuster, Geretsried 1971.
- Die schriftliche wissenschaftliche Arbeit. Die Anfertigung von Seminar-, Zulassungs-, Diplom- und Doktorarbeiten. 4. Auflage. Verlag J. Schuster, Geretsried 1972.
- Die Zulassungsarbeit. Aufbau, Form und wissenschaftliche Grundlegung. 5. Auflage. Verlag J. Schuster, Geretsried 1973.
- Methodik und Praxis der geistigen Arbeit. 4. Auflage. München 1977, ISBN 3-431-01943-9.
- Die Organisation der wissenschaftlichen Arbeit. 3. Auflage. Vieweg Verlag, Wiesbaden 1973, ISBN 3-528-17209-6.
- Die Organisation der wissenschaftlichen Arbeit, Rowohlt-Taschenbuch Verlag, Reinbek bei Hamburg 1974, ISBN 3499270099

### Gesundheitspädagogik
- Rauschdrogenmissbrauch durch Jugendliche. Auer Verlag, Donauwörth 1971, ISBN 3-403-00233-0.
- Schüler und Alkohol, in: Das öffentliche Gesundheitswesen, 42. Jahrgang, Sonderheft 1, Juni 1980.
- Gesundheit aus dem Kräutergarten. Herder Verlag, Freiburg 1984, ISBN 3-451-08116-4.
- Gesunde Ernährung mit weniger Gift. Verlag Herder, Freiburg 1987, ISBN 3-451-08386-8.
- Anti-Aging ganz natürlich. Länger gesund, fit und jung bleiben. Verlag Herder, Freiburg 2003, ISBN 3-451-05300-4.
- Gesund und aktiv bis ins hohe Alter. Mit wichtigen Forschungsergebnissen der Präventiv- und Anti-Aging-Medizin, Burg Verlag, Rehau 2016, ISBN 978-3-944370-15-6.
- 99 Rezepte für ein gesundes Leben. Mit neuen Forschungsergebnissen der Ernährungsmedizin, Burg Verlag, Rehau 2018, ISBN 978-3-944370-62-0

### Autobiographie
- Die Oberpfalz – unsere Heimat. Mit einer Chronik der Familie Spandl. Burg Verlag, Rehau 2011, ISBN 978-3-937344-75-1.
- Ein Schulkind im zweiten Weltkrieg. Burg Verlag, Rehau 2020, ISBN 978-3-948397-08-1.